# 愛媛県立松山北高等学校
愛媛県立松山北高等学校（えひめけんりつまつやまきたこうとうがっこう）は、愛媛県松山市文京町にある県立高等学校。

## 概要
本校校舎のある地域は愛媛大学、松山大学などが集まる文教地区である。本校生徒のほぼ100%が大学・専門学校へ進学する。私立北予中学校時代の1924年（大正13年）から約6年間、日露戦争で功績を挙げた陸軍大将・秋山好古が校長を務めた。秋山は毎日、馬に乗って学校に通ったという逸話がある。
（校則は厳しく、月に一回服装と髪型についての身だしなみ検査が行われる。身だしなみ検査では、「前髪が眉毛にかかってはいけない（男女共に）」「びんの部分は耳の中央の長さ（男子）」「後ろ髪を指2本で挟んではみ出てはいけない（男子）」「スカートはちょうど膝にかかる長さでなければならない（女子）」「セーターが制服からはみ出てはいけない」「爪は長くてはならない」「靴下は白のものでなければならない」「ハイカットの靴は禁止」「眉毛を剃ってはならない」「明るい色の下着をつけてはならない」などといった厳しい基準が設けられており、検査のたびにすべての項目に対してチェックされ、髭の長さも厳しく注意される。）といった厳しい校則であったが、近日は生徒会中心に現代にあった校則を目指して校則もゆるくなっており、以前までの厳しい頭髪制限はなくなりつつある。

## 沿革
- 1893年 - 城哲三氏が松山市二番町に北豫英学校を開き、英語教育に専念、本校の萌芽となる。
- 1900年 - 私立北豫中学校開校。
- 1923年 - 県立松山城北高等女学校が清水町３丁目（現 勝山中学）に開校。
- 1938年 - 県立に移管し、愛媛県立北豫中学校となる。
- 1947年 - 北条町外六か村組合立風早青年学校を愛媛県立松山農業学校と改称。
- 1948年 - 学制改革により愛媛県立北予高等学校、愛媛県立松山城北高等学校、愛媛県立松山農業高等学校となる。
- 1948年 - 愛媛県立松山農業高等学校分校中島分校（現 愛媛県立松山北高等学校中島分校）を設置。
- 1949年 - 北予高等学校、松山城北高等学校、松山農業高等学校の3校を統合し、愛媛県立松山北高等学校設立。
- 1953年 - 愛媛県立松山北高等学校北条分校（現愛媛県立北条高等学校）を設置。
- 1964年 - 北条分校が独立し、愛媛県立北条高等学校となる。
- 1980年 - 80周年記念館が完成。
- 2000年 - 創立100周年を迎える。
- 2010年 - 創立110周年を迎える。
- 2010年 - 本校でNHKのテレビドラマ『坂の上の雲』の撮影が行われる。
- 2011年 - 普通科の募集人数を40人減らし、1学年400人10クラスから360人9クラスに移行。
- 2018年 - 第2体育館（旧制北予中学校講堂）取り壊し。

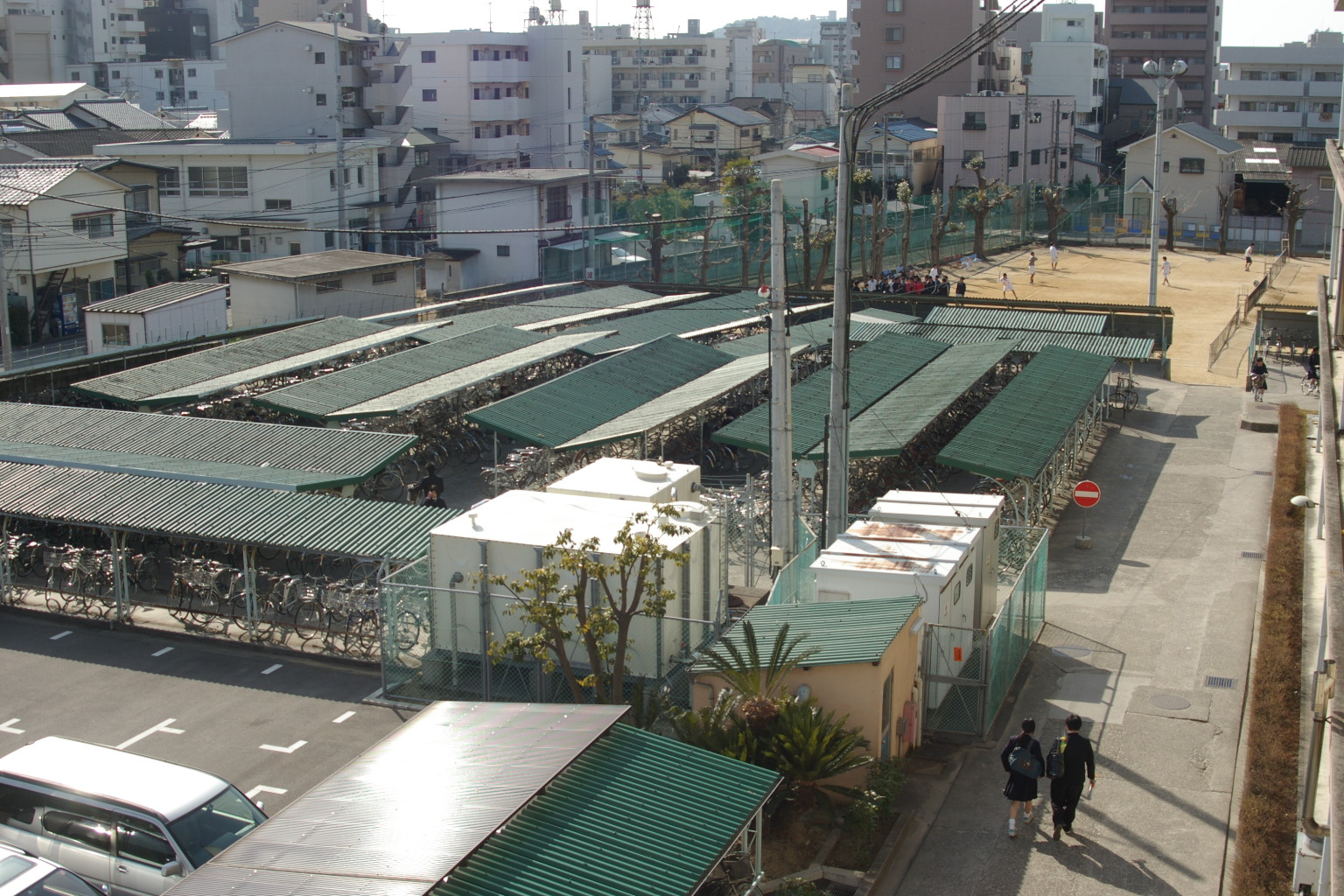
自転車置き場

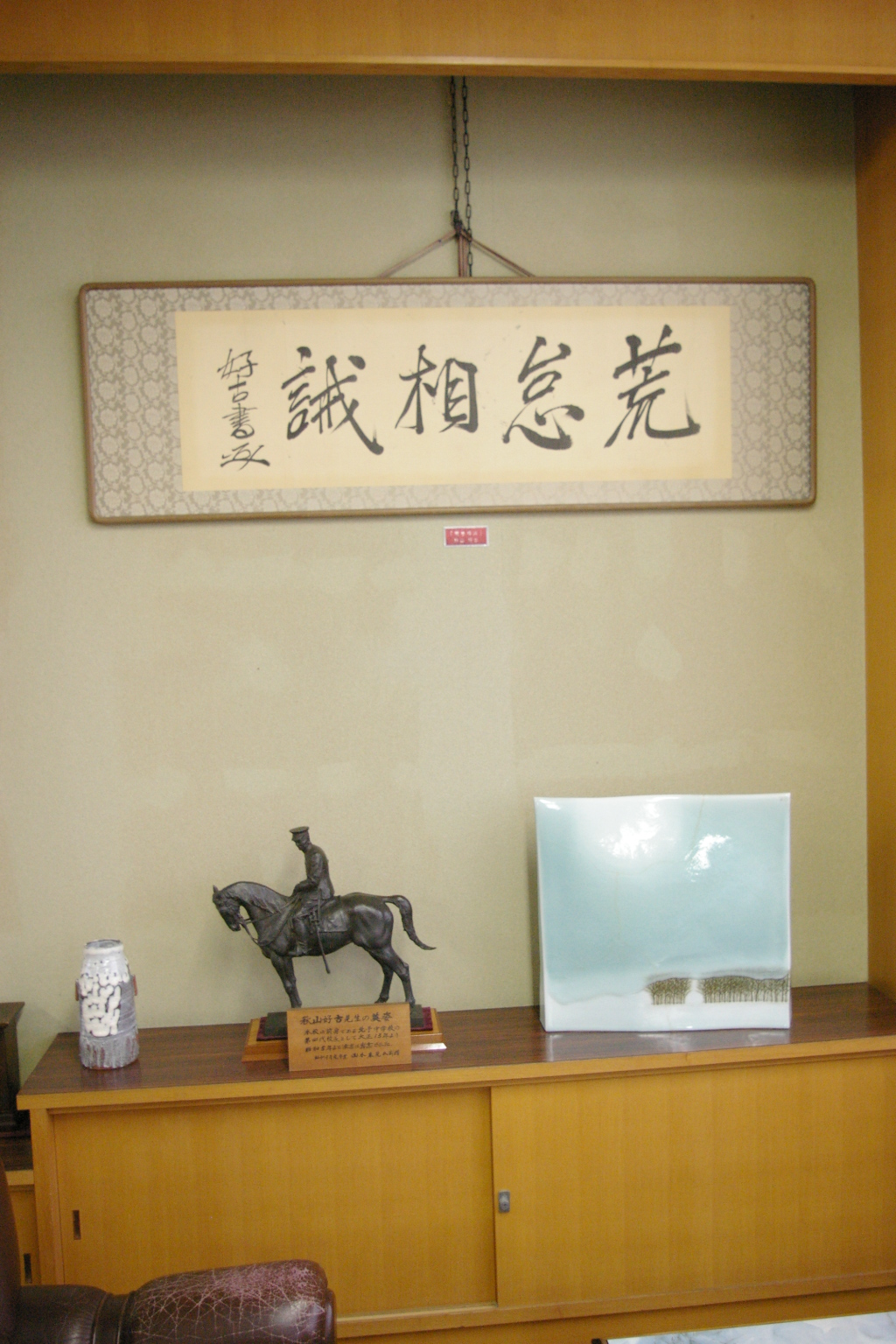
校長室の秋山好古の書と小像。この像が秋山好古生誕地にある銅像の復元モデルとなった

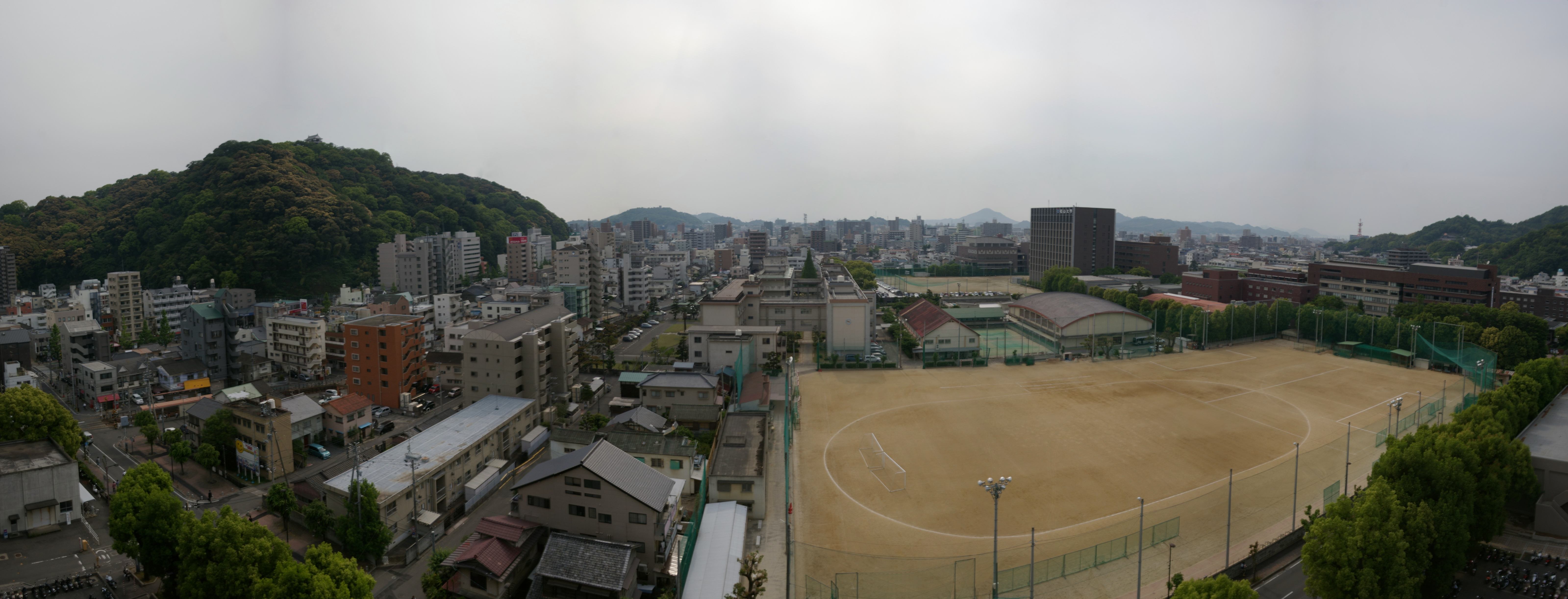
愛媛大学から見た松山北高校

- 2020年 - 創立120周年を迎えた。

## 設置学科
- 全日制
  - 普通科

## 部活動

### 運動部（17部）
- バスケットボール
- バレーボール
- テニス
- ソフトテニス
- バドミントン
- 卓球
- ハンドボール
- 柔道
- 剣道
- 弓道
- 陸上
- 水泳
- ボート
- 野球
- サッカー
- ダンス
- 応援

### 文化部（12部）
- 美術
- 書道
- コーラス
- 吹奏楽
- 軽音楽（廃止予定）
- 吟詠剣詩舞
- クッキング（廃止予定）
- 茶華道
- コンピュータ
- 棋道
- 文化創造（演劇、写真、放送）
- 笑顔グローカル（科学、VYS、海外研究・英会話、郷土研究、愛Landまつやま）

## 主な施設
- 校内

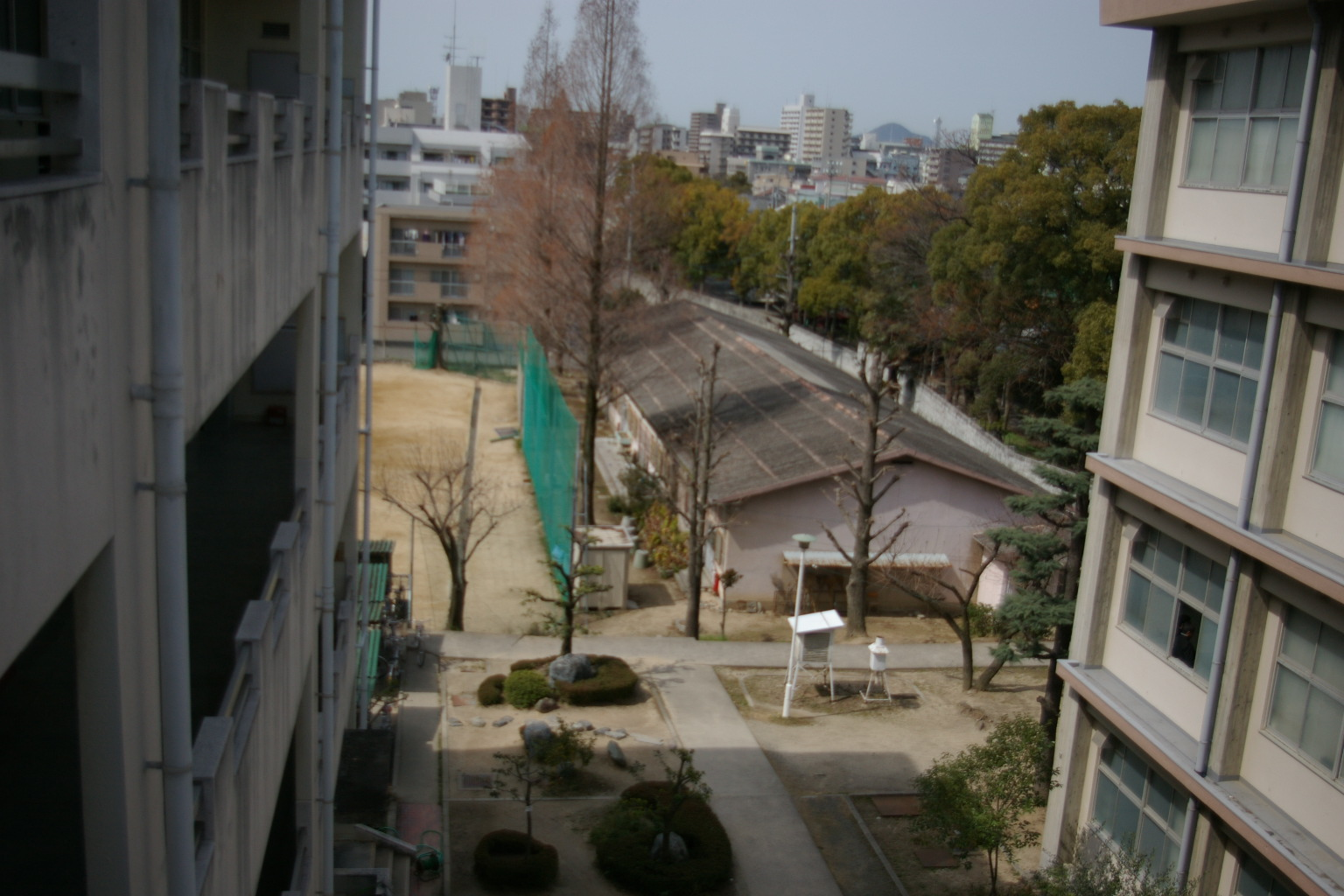
第五教棟

  - 第1教棟（職員室、校長室、保健室、HR教室等）
  - 第2教棟（理科教室、家庭科教室、HR教室等）
  - 第3教棟（地歴・公民科教室、図書室、芸術系教室等）
  - 第4教棟（HR教室）
  - 80周年記念館（各文化部室）
  - 体育館（旧 第一体育館）
  - 第二体育館（2018年3月解体）
  - プール
  - 弓道場
  - テニスコート
  - 北斗園
  - 卓球場、柔道場
  - 剣道場
  - 購買室
- 校外
  - 北斗林（演習林）

湯山地区にある約7haの学校林。これは、昭和19年に北予中学校時代の先輩たちの尽力によって購入されたもので、北斗林と呼ばれている。杉や檜を植林し始めたのは、昭和32年（1957年）からで、以後毎年6年間にわたって、合計約4万本の苗木が植えられた。これらの植林後、在校生が毎年北斗林へ出向き、1970年代までは下草刈り、1980年代以降は間伐を続け育林してきた。

## 著名な出身者

### 法曹
- 渡部喜十郎 - 日本弁護士連合会会長

### 政治・行政
- 井手順二 - 北条市長
- 越智孝平 - 元海軍少将、元松山市長
- 関谷勝嗣 - 衆議院議員、参議院議員（自民党）、建設大臣、郵政大臣、国土庁長官
- 高橋雄豺 - 警視庁警務部長、香川県知事、読売新聞主筆、副社長、読売新聞最高顧問
- 武知勇記 - 衆議院議員、郵政大臣

### 財界
- 生田正治 - 商船三井社長、会長、日本郵政公社総裁
- 佐谷宣昭 - パイプドHD創業者・社長兼グループCEO
- 豊田雅孝 - 商工次官、元商工組合中央金庫理事長
- 長榮周作 - パナソニック株式会社特別顧問

### 学者・研究者・教育者
- 白方勝 - 国文学者、愛媛大学名誉教授
- 辻本雅史 - 教育学者、京都大学名誉教授[1]
- 利谷信義 - 東京大学名誉教授、お茶の水女子大学名誉教授、東京経済大学名誉教授、東京家政学院大学学長
- 松岡紀雄 - 国際版ＰＨＰ編集長、神奈川大学教授、名誉教授
- 綿井永寿 - 日本体育大学ラグビー部監督、日本体育大学学長

### 文学
- 天童荒太 - 小説家、第9回山本周五郎賞、第53回日本推理作家協会賞、第140回直木賞受賞
- 岡本呻也 - 雑誌編集者、著述業
- 伴野朗 - 元朝日新聞上海支局長、小説家・第22回江戸川乱歩賞、第38回日本推理作家協会賞受賞

### 画家・イラストレーター
- 古茂田守介 - 元画家
- 茂本ヒデキチ - イラストレーター
- 田中修 - 元画家

### 写真家
- 松本紀生 - 自然写真家

### 音楽
- 金戸覚 - ベーシスト

### マスコミ
- 戒田節子 - 元南海放送アナウンサー
- 月岡瞳 - 南海放送社員・元アナウンサー
- 仲田真紀子 - フリーアナウンサー（元NHK松山放送局キャスター→元セントフォース→元オーケープロダクション所属）
- 堀本直克 - テレビ愛媛アナウンサー

### 芸能
- 林家染太 - 落語家（古典落語、英語落語）[2]
- 三木弘子 - 元女優
- 明神あい - 声優
- 前田龍二 - 芸人

### スポーツ
野球
- 今岡謙次郎 - 元プロ野球選手
- 黒川浩 - 元プロ野球選手（広島カープ(現・広島東洋カープ)）
- 中村信一 - 元プロ野球選手（東京セネタース→大洋軍→ゴールドスター）
- 前田康雄（康介） - 元プロ野球選手、元西武ライオンズ球団本部長
- 筒井和也 - 元プロ野球選手・阪神タイガース投手、阪神タイガースのスカウト

ボート
- 平高奈菜 - ボートレーサー
- 山内政勝（英語版） - ボート選手

## 教職員
- 加藤彰廉 - 北予中学校長
- 秋山好古 - 北予中学校長

## 最寄駅
- 伊予鉄道城北線 : 鉄砲町停留場

## 関連書籍
- 北予中学校 『私立北予中学校一覧 自明治33年創立至大正7年3月』 1918年
- 井上要 『北予中学・松山高商楽屋ばなし』 1933年